# Ormond Beach
Ormond Beach est une ville dans l’État de Floride, aux États-Unis. Ancienne retraite de milliardaires, cette bourgade balnéaire, qui prolonge au nord la ville de Daytona Beach, reçoit chaque année plus de 100 000 visiteurs. Elle doit son nom au capitaine James Ormond, Écossais des Bahamas qui y établit, en 1815, une plantation de canne à sucre de 809 ha. Ormond Beach prit de l'ampleur avec l'arrivée, en 1888, de la voie ferrée, Florida East Coast Railway.

## Histoire

Vues sur des photos anciennes
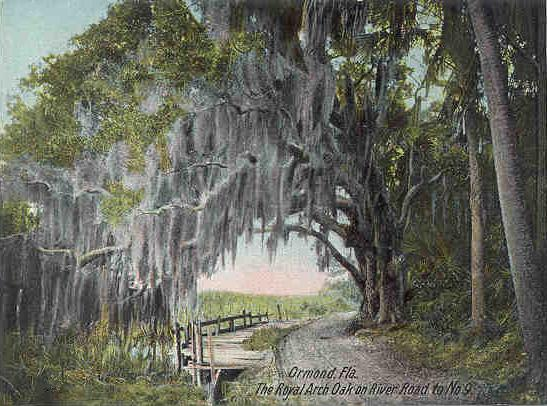
Royal Arch Oak (vers 1905).
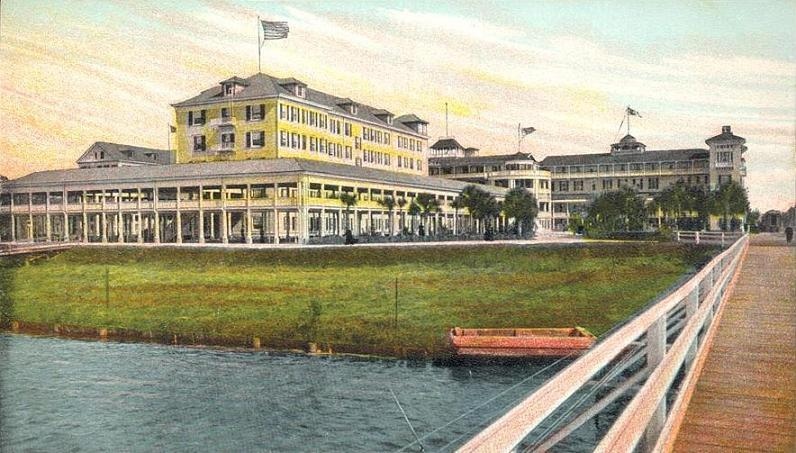
Ormond Hotel (vers 1905).
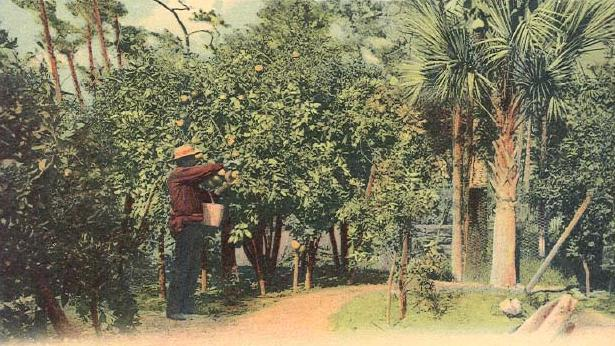
Orange Grove (vers 1905).
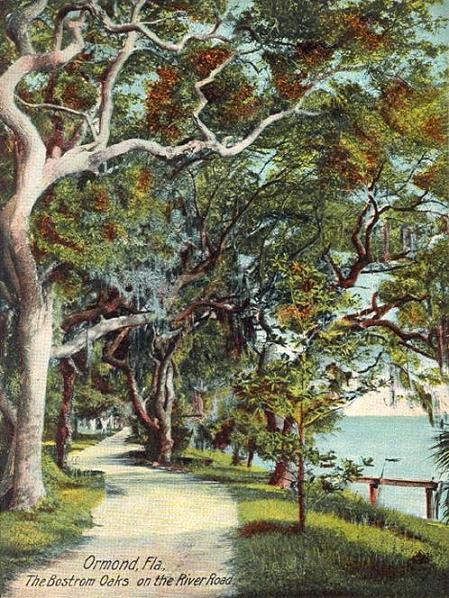
Bostrom Oaks (vers 1908).

## Démographie
| 1890 | 1900 | 1910 | 1920  | 1930  | 1940  |
| ---- | ---- | ---- | ----- | ----- | ----- |
| 239  | 595  | 780  | 1 292 | 1 517 | 1 914 |

| 1950  | 1960  | 1970   | 1980   | 1990   | 2000   |
| ----- | ----- | ------ | ------ | ------ | ------ |
| 3 418 | 8 658 | 14 063 | 21 436 | 29 721 | 36 301 |

| 2010   | - | - | - | - | - |
| ------ | - | - | - | - | - |
| 38 137 | - | - | - | - | - |